# Chashmai-Ayyub-Mausoleum

Chashmai-Ayyub-Mausoläum

Das Chashmai-Ayyub-Mausoleum oder Hiobsbrunnen-Mausoleum (usbekisch Chashmai Ayyub) ist ein Mausoleum in der usbekischen Stadt Buchara.

## Lage
Das Mausoleum liegt auf einem gepflasterten Platz im Nordwesten des historischen Zentrums von Buchara am Nordrand des Samaniden-Erholungsparks westlich der Zitadelle Ark. In dem Park liegt auch das Samaniden-Mausoleum.
In der Verlängerung der Hauptachse des Mausoleums nach Osten liegt eine 1998 errichtete Gedenkstätte für Ismail al Buchari. Nördlich des Mausoleums liegt jenseits der Straße der Samaniden-Basar.

## Geschichte
Der älteste Teil des Mausoleums soll im 12. Jahrhundert unter dem Karachaniden Arslan Khan errichtet worden sein, der von 1102 bis 1130 als Vasall des Sultans der Seldschuken Teilherrscher in Transoxanien war. Stilelemente wie die konische Kuppel verweisen jedoch eher in die Zeit Timurs um 1380. Solche Kuppelkonstruktionen waren charakteristisch für das damalige Choresmien, und Timur hatte dessen Hauptstadt Gurgandsch zerstört und die Bevölkerung unter anderem nach Buchara verschleppt.
In der zweiten Hälfte des 16. Jahrhunderts wurde das Mausoleum umgebaut und ergänzt. Dabei wurde 
auch das niedrige, von zwei Pylonen flankierte Portal vorgebaut.

## Beschreibung
Das Mausoleum ist ein Rechteckbau mit einer Grundfläche von 21 × 14 m. Es besteht aus vier Kammern, die jeweils von einer Kuppel überwölbt sind. Die westlichste und älteste Kuppel hat eine konische Form, die mittlere der drei Rundkuppeln trägt eine Laterne.
In einer der Kammern befindet sich ein Quellbrunnen. Hier soll Hiob der Legende nach mit einem Stab eine Quelle aus einem Felsen geschlagen haben, woraus sich der Name des Mausoleums ableitet. Dem Wasser werden Heilkräfte nachgesagt.
Im Mausoleum befindet sich heute ein Museum, welches sich mit der Wasserversorgung Bucharas von der Antike bis in die Neuzeit befasst.

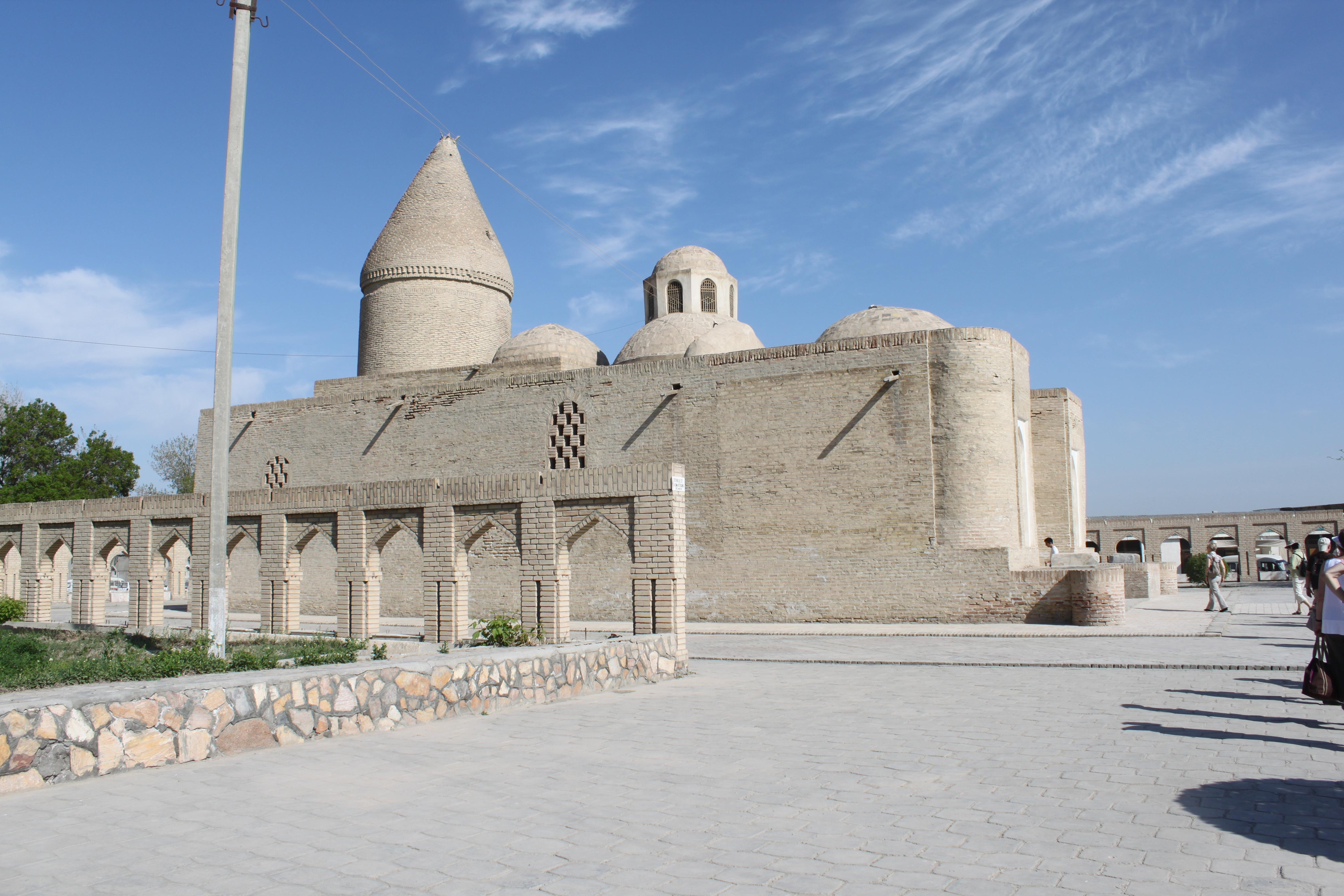
Seitenansicht
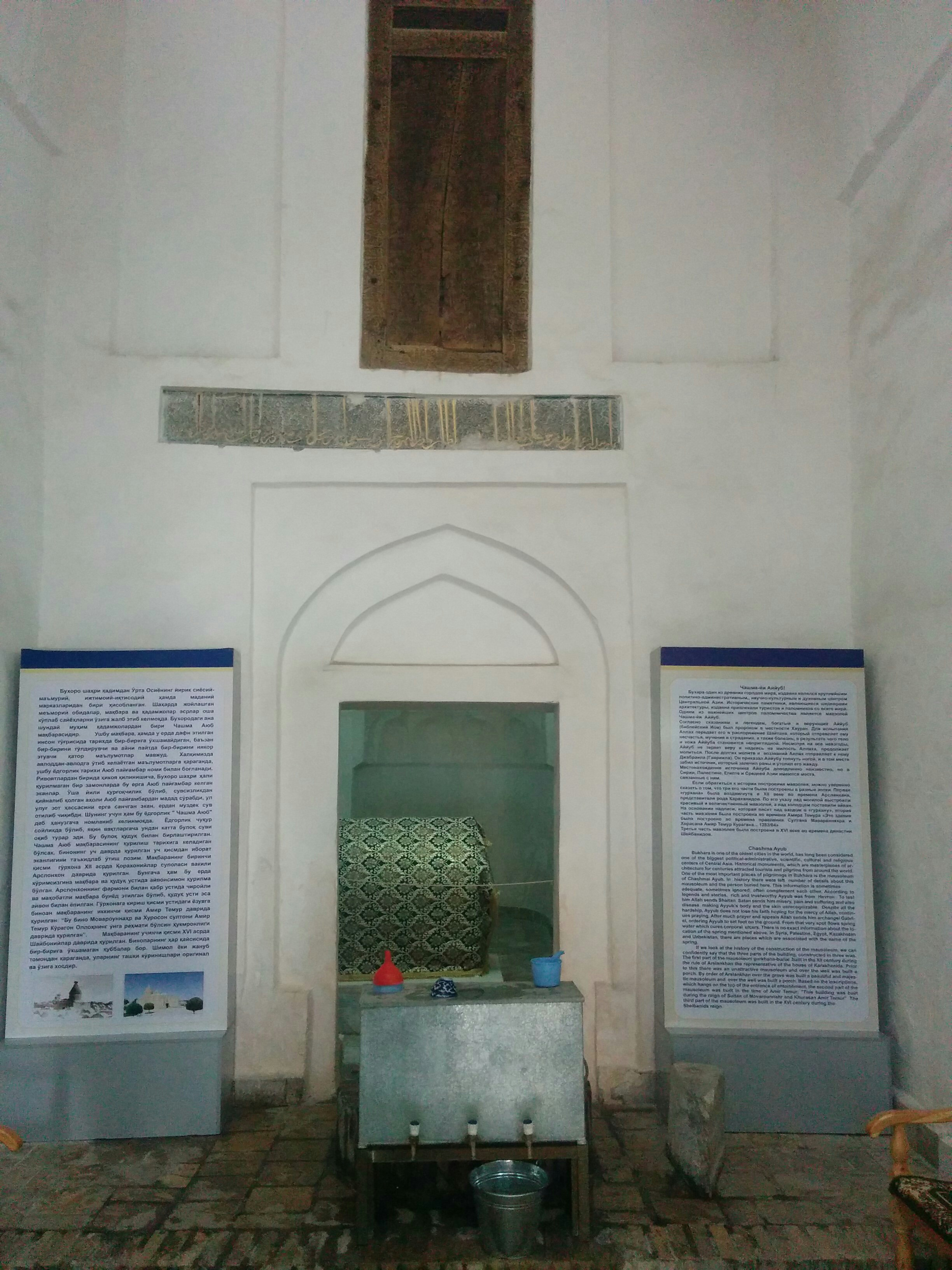
Hauptraum
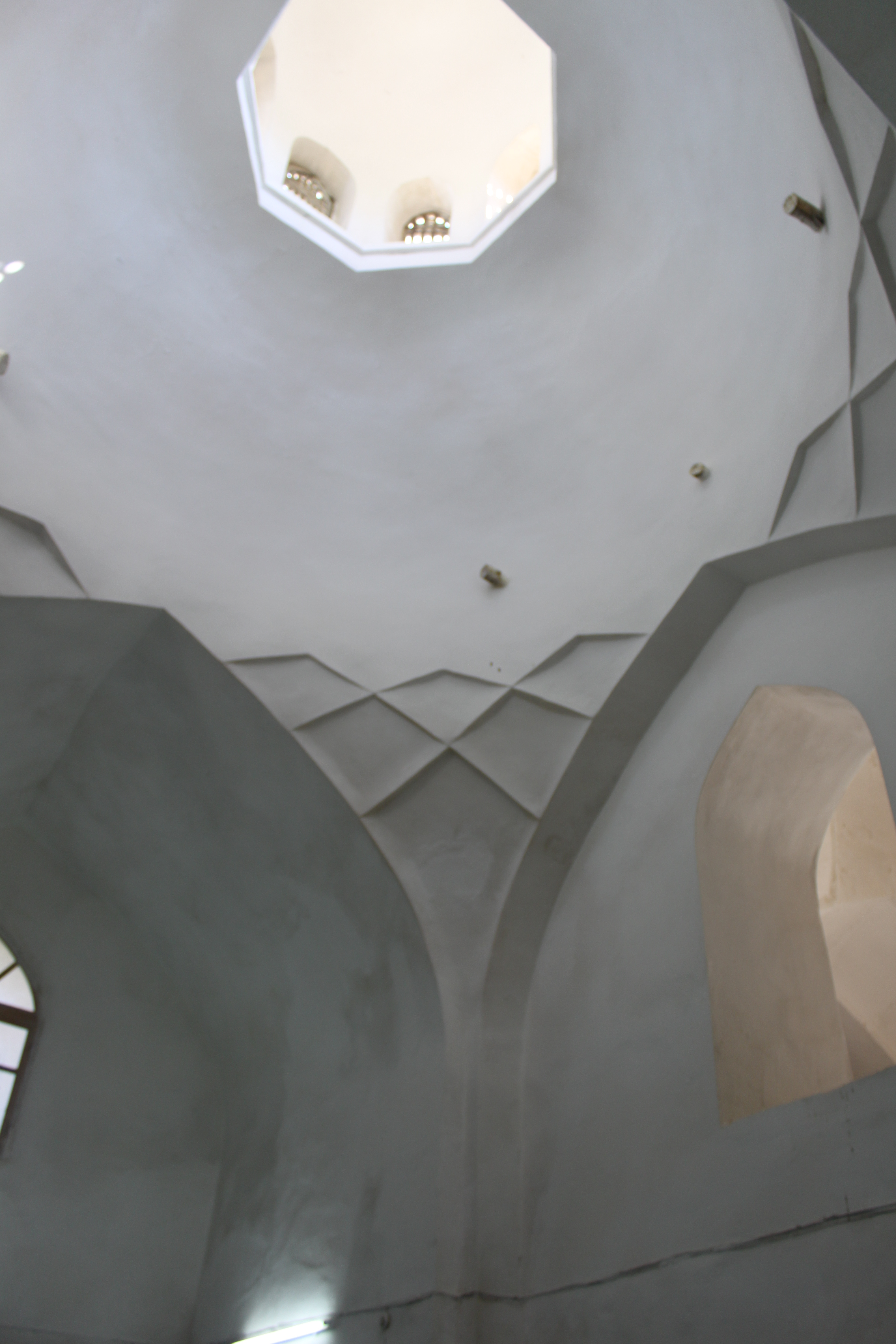
Kuppel
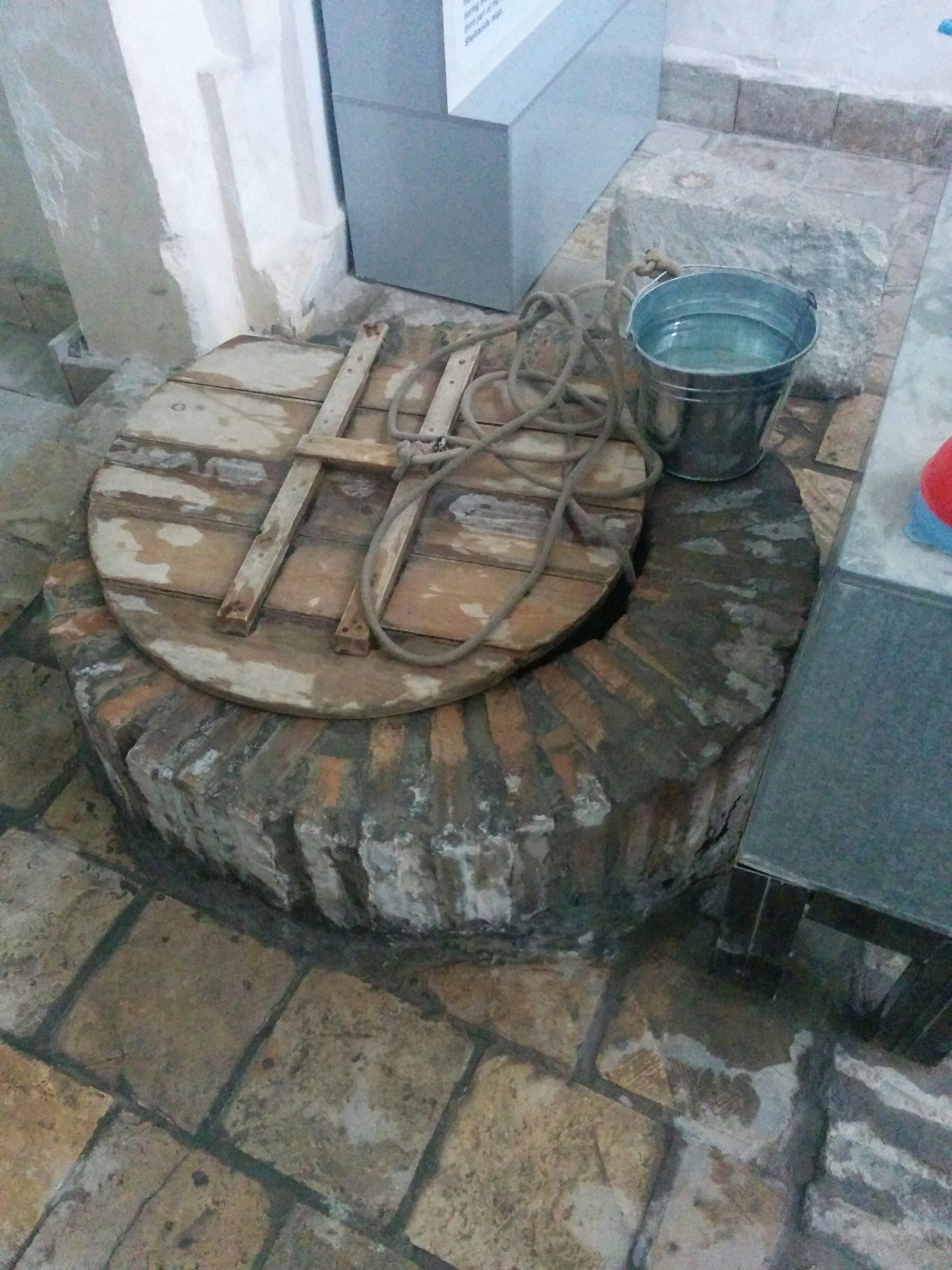
Brunnen